# 술폴로부스 베이토우
술폴로부스 베이토우는 술폴로부스속에 속하는 한 종이다.